# Ca l'Alcalde (Piera)
Ca l'Alcalde és una obra del municipi de Piera (Anoia) inclosa en l'Inventari del Patrimoni Arquitectònic de Catalunya.

## Descripció
La casa és al peu mateix de la carretera.Data dels anys 20 del segle xx, pel que els materials utilitzats ja no són el típics de les cases del camp, és a dir, paret de tàpia, morter, etc..., sinó que les parets són fetes amb pedra i totxo.
L'estructura de la casa és ben senzilla, fet que queda evident en la contemplació de la façana on una porta i quatre finestres als pisos superiors, són els únics elements que trenquen la monotonia del conjunt.

## Història
La casa va ésser comprada per la família Olivella, actual habitant, al seu antic propietari i fundador, el senyor Just. El nom de l'alcalde és el motiu però no precisament per haver tingut cap membre de la família aquest càrrec a Can Cairot.